# KHL All-Star Team
I KHL All-Star Team furono decisi per la prima volta al termine della stagione 2008-09 della Kontinental Hockey League, per premiare i migliori giocatori nel corso della stagione suddivisi per ciascun ruolo. Gli unici quattro giocatori ad essere stati eletti per più di una volta sono gli attaccanti russi Sergej Mozjakin e Aleksandr Radulov, il difensore canadese Kevin Dallman ed il difensore russo Dmitrij Kalinin.

## Formazioni

### KHL 2008-09
| Attacco:  | Danis Zaripov – Aleksej Tereščenko – Aleksej Morozov |
| Difesa:   | Kevin Dallman – Il'ja Nikulin                        |
| Portiere: | Georgij Gelašvili                                    |

### KHL 2009-10
| Attacco:  | Sergej Mozjakin – Marcel Hossa – Aleksandr Radulov |
| Difesa:   | Sergej Zubov – Dmitrij Kalinin                     |
| Portiere: | Michael Garnett                                    |

### KHL 2010-11
| Attacco:  | Sergej Mozjakin – Igor' Grigorenko – Aleksandr Radulov |
| Difesa:   | Sandis Ozoliņš – Kirill Kol'cov                        |
| Portiere: | Erik Ersberg                                           |

### KHL 2011-12
| Attacco:  | Aleksandr Radulov – Roman Červenka – Michail Anisin |
| Difesa:   | Dmitrij Kalinin – Kevin Dallman                     |
| Portiere: | Aleksandr Erëmenko                                  |

### KHL 2012-13
| Attacco:  | Aleksandr Radulov - Viktor Tichonov - Sergej Mozjakin |
| Difesa:   | Il'ja Nikulin - Il'ja Gorochov                        |
| Portiere: | Aleksandr Erëmenko                                    |

### KHL 2013-14
| Attacco:  | Danis Zaripov - Justin Azevedo - Sergej Mozjakin |
| Difesa:   | Il'ja Gorochov - Ondřej Němec                    |
| Portiere: | Curtis Sanford                                   |

### KHL 2014-15
| Attacco:  | Aleksandr Radulov - Steve Moses - Artemij Panarin |
| Difesa:   | Nikita Zajcev - Maksim Čudinov                    |
| Portiere: | Anders Nilsson                                    |

### KHL 2015-16
| Attacco:  | Aleksandr Radulov - Jan Kovář - Sergej Mozjakin |
| Difesa:   | Nikita Zajcev - Chris Lee                       |
| Portiere: | Il'ja Sorokin                                   |

### KHL 2016-17
| Attacco:  | Vadim Shipachyov - Jan Kovář - Sergej Mozjakin |
| Difesa:   | Jakub Jeřábek - Viktor Antipin                 |
| Portiere: | Igor Shestyorkin                               |

### KHL 2017-18
| Attacco:  | Nikita Gusev - Justin Azevedo - Dmitri Kagarlitsky |
| Difesa:   | Nikita Tryamkin - Bogdan Kiselevich                |
| Portiere: | Pavel Francouz                                     |